# 香港话你知
香港话你知（Hong Kong Viewpoint）是凤凰卫视的一档週播時事类节目，节目针对香港的重點新聞作濃縮報導，同時也會介紹香港最新潮流資訊、旅遊熱點。另外，其他值得關心的事件和重要的話題也全部包羅在節目中。现安排于凤凰卫视资讯台播出。
節目口號為「香港話你知，俾你知多D，帶您認識更多的香港！」。

## 播出时间[2]
- 首播：凤凰卫视资讯台，香港时间週日17:30-18:00
- 重播：凤凰卫视资讯台，香港时间次日01:30-02:00、09:30-10:00

## 主持人
- 凤凰卫视港聞組記者

## 類似節目
- 2014年6月22日，此節目同時段改以《一國兩制在香港》名義播出（另設獨立片頭）[3]，由於《一國兩制在香港》原本是由香港台製作的特備專題粵語節目，於資訊台播放時亦都由講普通話的香港台記者負責，算是為此節目另設粵語版本及罕有不由新聞部（香港台半獨立於新聞部）所製作。